# Pellworm (gmina)

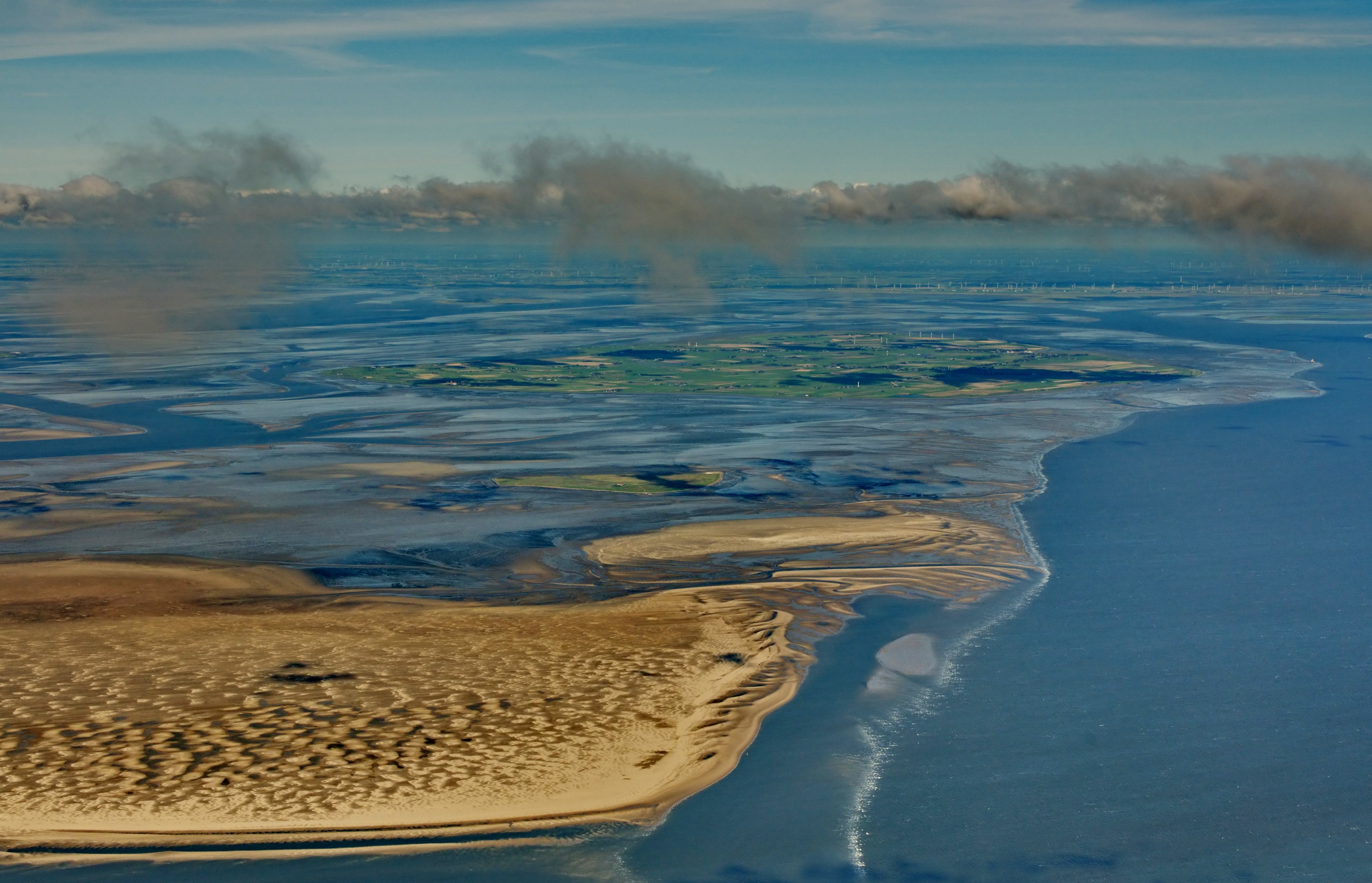
Hooge (w środku) i za Pellworm

Pellworm (fryz. Pälweerm, duń. Pelvorm) – gmina uzdrowiskowa na wyspie Pellworm w Niemczech w kraju związkowym Szlezwik-Holsztyn, w powiecie Nordfriesland, wchodzi w skład Związku Gmin Pellworm.